# Aaron Philip
Aaron Philip (15 de marzo de 2000) es una modelo y activista antiguana-estadounidense Elite Model Management. Ha conseguido éxito debido a su presencia en Twitter como afroamericana, transgénero y discapacitada, y ha pasado modelos para Paper Magazine y ASOS.
Firmó con Elite Model Management en julio de 2018, siendo esto anunciado el 1 de septiembre de 2018.